# Messali Hadj

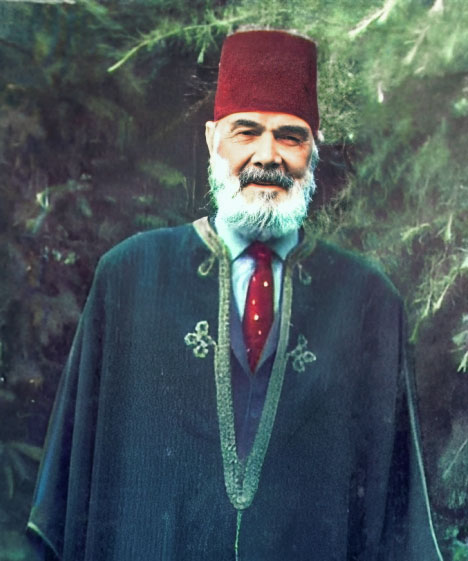
Messali Hadj

 Ahmed Ben Messali Hadj  (arabisch مصالي الحاج, DMG Maṣālī al-Ḥāǧǧ; * 16. März 1898 in Tlemcen, Algerien; † 3. Juni 1974 in Gouvieux, Frankreich) war ein algerischer nationalistischer Politiker, der sich der Unabhängigkeit seiner Heimat von Frankreich widmete. Er war Mitbegründer des Étoile Nord-Africaine, Parti du peuple algérien und des Mouvement pour le Triomphe des Libertés Democratiques, bevor er sich 1954 vom bewaffneten Unabhängigkeitskampf lossagte. Er war zudem auch der Gründer des Mouvement national algérien, einer Gegenbewegung zur Front de Libération Nationale (FLN).

## Leben

### Herkunft
Messali war der Sohn eines Schuhmachers. Er verließ sowohl französische als auch arabische Ausbildungseinrichtungen ohne Diplom, sprach aber Hocharabisch und Französisch fließend. Er war Mitglied des Sufi-Ordens der Darqawiyya, die eine egalitäre Gesellschaft ohne Reiche und Arme propagierten. Im Ersten Weltkrieg wurde Messali zur französischen Armee eingezogen. 1917 leistete er Militärdienst in Bordeaux. 1919 kam er erneut als Arbeitsmigrant nach Frankreich.

### Hintergrund
1927 wurde Messali Hadj Anführer einer in Paris gegründeten algerischen Arbeitervereinigung. Er nahm im selben Jahr an dem von der Liga gegen Imperialismus organisierten Antiimperialistischen Kongress in Belgien teil und traf Ho Chi Minh in Vietnam. Nach Frankreich zurückgekehrt sowie in seiner Heimat Algerien half Messali bei der Organisation einer Untergrundbewegung zur Erringung der Unabhängigkeit Algeriens. 1926 war er einer der Gründer der bis 1937 bestehenden Gruppe Étoile Nord-Africaine (Nordafrikanischer Stern), einer der ersten nationalistischen Organisationen Algeriens. Auch die 1930 entstandene Zeitung El-Ouma wurde von ihm geleitet. 1937 gründete er den Parti du peuple algérien (PPA). Beide Gruppen wurden in Frankreich verfolgt; im November 1937 wurde Messali der Prozess gemacht, und er wurde einige Jahre inhaftiert.

### Radikalisierung in Algerien
Im Mai 1945 wurden Zehntausende von Algeriern bei nationalen Aufständen und dem von französischen Truppen während der Weltkriegssiegesfeiern durchgeführten Massaker von Sétif getötet. Viele schlussfolgerten daraus, dass die Unabhängigkeit mit friedlichen Mitteln nicht erreicht werden konnte.
Messali gründete 1946 das Mouvement pour le Triomphe des Libertés Démocratiques (MTLD). Er stand in der Bretagne unter Hausarrest und durfte nicht nach Algerien reisen. Seine Gruppe galt als gemäßigt, aber seine revolutionären Ideale entfremdeten Teile von Algeriens als konservativ geltender muslimischer Gesellschaft. Messali wurde zum wichtigsten Symbol des algerischen Nationalismus unter algerischen Arbeitern in Frankreich, während die FLN und andere Basisgruppen ihren Einfluss in Algerien verstärkten.

### Führer der MNA
Nach dem Ausbruch des algerischen Unabhängigkeitskriegs 1954, der gegen seinen Willen begonnen wurde, gründete Messali das Mouvement national algérien MNA (Algerische nationale Bewegung). Zwischen den Anhängern Messalis und der FLN kam es zu Zusammenstößen; MNA war die einzige sozialistische Partei, die sich nicht am Unabhängigkeitskampf beteiligte. Der bewaffnete Flügel der FLN, die Armée de Libération Nationale (ALN), schaltete den MNA Guerillakrieg-Apparat in Algerien zu Beginn des Krieges aus; der Nahkampf setzte sich in Frankreich fort während der sogenannten „Café-Kriege“, bei denen es darum ging, ob die FLN oder die MNA die Kontrolle über die in Frankreich lebenden Algerier gewinnen würde. 1958 unterstützte Messali die Vorschläge des Präsidenten de Gaulle, und Frankreich versuchte vermutlich, die internen Rivalitäten der nationalistischen Bewegung hochzuspielen. Während der Vermittlungsgespräche 1961 lehnte die FLN die Teilnahme der MNA ab und es kam zu weiteren Gewaltausbrüchen zwischen FLN und MNA.

### Nach der Unabhängigkeit
Als Algerien 1962 die Unabhängigkeit von Frankreich errang, versuchte Messali, seine Gruppe in eine legitime politische Partei umzuwandeln, jedoch ohne Erfolg – die FLN griff nach der Macht über Algerien als Einparteienstaat.
Messali Hadj blieb im Exil bei Paris mit geringem Einfluss auf die algerische Politik. Er starb 1974.

## Ehrungen
Nach ihm wurde der Flughafen Tlemcen - Zenata - Messali El Hadj benannt.